# Bindelmeer College
Het Bindelmeer College is een Amsterdamse middelbare school voor leerlingen met een vmbo-advies. De school wil "een centrale plek in Zuidoost zijn waar leerlingen actief aan hun ontwikkeling werken tot het moment dat zij doorstromen naar een vervolgopleiding". De school is onderdeel van de ZAAM Scholengroep. Het college wordt geleid door een jong team.

## Bekende oud-leerlingen
- Jay-Ronne Grootfaam (2000-2019), Nederlands drillrapper[5]